# Исторический центр Хабаровска
Исторический центр Хабаровска (также Старый Хабаровск) — часть города Хабаровска, застроенная в период с 1870 по 1930 гг. включительно. В историческом центре смешались многие архитектурные стили, начиная от деревянного зодчества и заканчивая сталинскими домами.
Исторический центр Хабаровска является объектом краевого наследия. В историческом центре находятся также и памятники архитектуры краевого и федерального значения.

## Фотогалерея
(указан год постройки здания)
- Доходный дом Гржибовского (1902 г.) (ул. Муравьёва-Амурского, 22)
- ЦУМ (ул. Муравьёва-Амурского, 23). 1914 г. (башня с часами была надстроена уже в 1990-е годы)
- Бывшая городская дума (ул. Муравьёва-Амурского, 17). 1909 г.
- Кинотеатр «Совкино» (до 1924 г. — «Гранд Иллюзион»), ранее также гостиница «Бельведер» (1907 г., памятник архитектуры краевого значения) (ул. Муравьёва-Амурского, 34)
- Дальневосточный институт управления, филиал РАНХиГС (ул. Муравьёва-Амурского, 33)
- Зелёное здание справа — бывшее здание торгового дома «Кунст и Альберс» (ул. Муравьёва-Амурского, 9). 1906 г.
- Дальневосточный художественный музей и Хабаровская краевая филармония (ул. Шевченко, 7). 1883 г.
- Дальневосточный государственный банк (ул. Муравьёва-Амурского, 42). 1929 г.
- «Главдальствой» (ул. Муравьёва-Амурского, 32). 1937 г.
- Доходный дом Кровяковых (ул. Муравьёва-Амурского, 12). 1899 г.
- Законодательная дума Хабаровского края (ул. Муравьёва-Амурского, 19а). 1930 г.
- Амурское речное пароходство (ул. Муравьёва-Амурского, 2). 1935 г.
- Дом коммуны, также в здании работает Хабаровский краевой театр драмы (ул. Муравьёва-Амурского, 25). 1933 г.
- Главный корпус педагогического факультета ТОГУ (ул. Карла Маркса, 68). 1934 г.
- Администрация г. Хабаровска (ул. Карла Маркса, 66). 1954 г.
- Жилой дом Такеучи (ул. Муравьёва-Амурского, 5). 1912 г.
- Гостиница «Эспланад» (ул. Муравьёва-Амурского, 18). 1903 г.
- Хабаровский железнодорожный техникум (ул. Карла Маркса, 55). 1898 г. (перестроено в 1940-х).
- Пожарная часть № 1 (ул. Карла Маркса, 45). 1931 г.
- Торговый дом Плюсниных, ныне Дальневосточная научная библиотека (ул. Муравьёва-Амурского, 1). 1902 г.